# بيرند ماير (لاعب كرة قدم)
بيرند ماير (بالألمانية: Bernd Maier)‏ هو لاعب كرة قدم ألماني في مركز الوسط، ولد في 30 نوفمبر 1974 في غينغن آن در برنتس في ألمانيا. لعب مع نادي آلن ونادي ساربروكن ونادي هايدنهايم.

## وصلات خارجية
- بيرند ماير (لاعب كرة قدم) على موقع قاعدة بيانات كرة القدم.إي يو (الإنجليزية)
- بيرند ماير (لاعب كرة قدم) على موقع بيانات كرة القدم. دي إي (الألمانية)